# Бют
Вижте пояснителната страница за други значения на Бют.
Бют (на английски: Butte) е град в окръг Силвър Боу, щата Монтана, САЩ. Бют е с население от 33 892 жители (2000) и обща площ от 1867,6 km². Намира се на 1688 m надморска височина. ЗИП кодът му е 59701, а телефонният му код е 406.